# Pearl Island (Singapour)
Pour les articles homonymes, voir Pearl Island (homonymie).
Pearl Island est une île située au Sud de l'île principale de Singapour. 

## Géographie
Située au Sud de Sentosa, sœur jumelle de Sandy Island à 40 m à l'Ouest de celle-ci, résidentielle, elle s'étend sur environ 205 m de longueur pour une largeur approximative de 147 m et abrite des résidences de luxe.